# توماس أ. روبرتسون
توماس أ. روبرتسون هو محامي وسياسي أمريكي، ولد في 9 سبتمبر 1848 في هودغنفيل في الولايات المتحدة، وتوفي في 18 يوليو 1892. نشط حزبياً في الحزب الديمقراطي. وقد انتخب عضو مجلس النواب الأمريكي ‏.